# Stazione di Tortona
Stazione di Tortona vasútállomás Olaszországban, Tortona településen.

## Vasútvonalak
Az állomást az alábbi vasútvonalak érintik:
- Alessandria–Piacenza-vasútvonal
- Milánó–Genova-vasútvonal
- Tortona-Novi Ligure-vasútvonal

## Kapcsolódó állomások
A vasútállomáshoz az alábbi állomások vannak a legközelebb:
- Stazione di San Giuliano Piemonte
- Stazione di Pontecurone
- Stazione di Carbonara Scrivia
- Stazione di Rivalta Scrivia